# Patrick Chauvel
Patrick Chauvel fr: patʀik ʃovɛl, (ur. 7 kwietnia 1949 w Paryżu) – francuski fotoreporter wojenny i (od 1966) autor filmów dokumentalnych, m.in. 48h à Ramallah, Kamikaze 47, Cauchemares d'anfants tchétchènes, Rappoorteurs de guerres. 
W swoich pracach dokumentuje wydarzenia, okrucieństwa i zbrodnie na frontach światowych konfliktów, od Irlandii, Kambodży i Haiti, po Izrael i Czeczenię, pokazuje ludzi w obliczu śmierci, nędzy, opresji i innych przeciwności losu. Kilka razy ciężko ranny, niejednokrotnie zaglądał śmierci w oczy. Uważany za człowieka o niezwykłej odwadze. Laureat prestiżowej nagrody World Press Photo. Autor dwóch książek, Reportera wojennego (2003) i Sky (2005). Konsultant przy produkcji filmów Under fire Olivera Stone’a i Helikopter w ogniu Ridleya Scotta.